# Polyalthia minima
Polyalthia minima är en kirimojaväxtart som beskrevs av Suzanne Ast. Polyalthia minima ingår i släktet Polyalthia och familjen kirimojaväxter. Inga underarter finns listade i Catalogue of Life.